# جوفان كوكر
جوفان كوكر هو لاعب كرة قدم صربي في مركز الوسط، ولد في 25 أبريل 2000 في بلغراد في صربيا. لعب مع نادي بارتيزان.

## وصلات خارجية
- جوفان كوكر على موقع الاتحاد الأوربي (الإنجليزية)
- جوفان كوكر على موقع قاعدة بيانات كرة القدم.إي يو (الإنجليزية)
- جوفان كوكر على موقع Soccerway.com (الإنجليزية)